# 크리스티안 포울센
크리스티안 비에른쇠이 포울센(Christian Bjørnshøj Poulsen, 1980년 2월 28일 아스네스 ~ )는 덴마크의 옛 축구 선수로, 수비형 미드필더이다. 그는 이전에 다수의 유럽 명문 클럽에서 활동한 경험이 있다. 그는 FC 코펜하겐에서 덴마크 리그 우승을 경험하였고, 독일의 FC 샬케 04 소속으로 리가포칼 우승을 경험하였다. 이후, 그는 스페인 라 리가의 세비야 FC와 이탈리아의 유벤투스 FC, 잉글랜드의 리버풀 FC를 거쳤다.
2001년을 기점으로, 그는 덴마크 축구 국가대표팀의 주축 선수로, 85경기에 출장하여 6골을 득점하였다. 그는 2002년 FIFA 월드컵, 2010년 FIFA 월드컵, UEFA 유로 2004에서 덴마크 국가대표 엔트리에 등록되었다. 포울센은 2001년에 덴마크 U-21 올해의 선수로 선정되었으며, 2005년과 2006년에는 덴마크 올해의 선수상에서 최초로 2연패를 거두었다.